# Darbu
Darbu este o localitate din comuna Øvre Eiker, provincia Buskerud, Norvegia, cu o suprafață de 0,57 km² și o populație de 541 locuitori (2013).